# Budynek Starostwa Powiatowego w Żywcu
Budynek Starostwa Powiatowego w Żywcu – budynek użyteczności publicznej w Żywcu.

## Historia
Budynek powstał jako rezydencja ks. Tomasza Czapeli, administratora, później proboszcza parafii w Ślemieniu, a po rezygnacji z tego stanowiska od 1895 mieszkańca miasta Żywca. Ksiądz Czapiela zasiadał w latach 1879–1896 w Radzie Powiatowej w Żywcu. W okresie 1890–1896 pełnił funkcję delegata Rady Powiatowej do Rady Szkolnej Okręgowej, a w latach 1897–1899 sprawował stanowisko urzędnicze w Wydziale Powiatowym jako lustrator.
W 1906 obiekt został odkupiony od spadkobierców dotychczasowego właściciela w celu przekształcenia go na siedzibę Starostwa Powiatowego, która do tej pory mieściła się częściowo w Starym Zamku oraz w budynku Magistratu. Z racji niewielkiego rozmiaru budynku, w 1909 przez Roberta Füssgangera z Zabłocia został opracowany plan przebudowy gmachu. Po zakończeniu prac obiekt stał się siedzibą administracji powiatu żywieckiego.
Podczas okupacji niemieckiej w czasie II wojny światowej w gmachu znajdowały się biura Landratury.
Po utworzeniu Rad Narodowych w okresie Polskiej Rzeczypospolitej Ludowej budynek pełnił funkcję siedziby Prezydium Rady Narodowej, natomiast dzięki powołaniu w 1990 urzędów rejonowych, stał się od tej pory siedzibą Urzędy Rejonowego w Żywcu. Funkcję tę pełnił do 1999, kiedy został odtworzony powiat żywiecki, a gmach mieści od tego czasu biura Rady Powiatu i Zarządu Powiatu, jak również część wydziałów, biur i zespołów Starostwa Powiatowego. W czerwcu 1999 w budynku uruchomiony został ponadto oddział Górnośląskiego Banku Gospodarczego.

## Architektura
Dawny dom ks. Tomasza Czapeli po przebudowie na początku XX wieku został przekształcony w obiekt piętrowy, trójskrzydłowy i podpiwniczony na całej powierzchni. Na wejściu dodany został ryzalit wraz z balkonem, który został podparty dwoma kolumnami. Piętro w części środkowej otrzymało dekoracyjne, schodkowe zwieńczenie, które zostało zastosowane również na bocznych skrzydłach gmachu. Budynek wyposażony został w duże okna z drobiazgowymi dekoracjami. W wysokim dachu umieszczone zostały lukarny. Wystrój jest eklektyczny z elementami modernistycznymi.
Początkowo nad wejściem umieszczony był napis „Rada Powiatowa”, niezachowany do czasów współczesnych.